# General Cup International
General Cup International — пригласительный снукерный турнир, проводящийся в Гонконге.
Проводится перед началом сезона в General Snooker Club. В нём участвуют несколько профессиональных снукеристов мэйн-тура, а остальные игроки представляют Дальний Восток. Проходит без спонсорской поддержки.

## Победители
| Год  | Победитель  | Финалист    | Счёт | Приз победителю |
| ---- | ----------- | ----------- | ---- | --------------- |
| 2009 | Рики Уолден | Лян Вэньбо  | 6:2  | HKD 20,000      |
| 2011 | Стивен Ли   | Рики Уолден | 7:6  | HKD 50,000      |